# Ryta (imię)
Ryta, również Rita – pierwotnie zdrobnienie od imion żeńskich, zakończonych na -rita, zwłaszcza od imienia Margarita – Małgorzata (tak w przypadku aktorki Rity Hayworth). 
W języku polskim pozostaje imieniem rzadkim, a językowa kalka: Rita, używana jest w wieku XXI częściej od spolszczenia: Ryta. W styczniu 2025 r. w rejestrze PESEL, wśród publicznie dostępnych danych dotyczących osób żyjących, wykazano 6453 kobiet o imieniu Rita nadanym jako imię pierwsze, wobec 488 kobiet z pierwszym imieniem Ryta. Podobna proporcja dotyczy nadania imion drugich: 7802 kobiet z drugim imieniem Rita i 165 z drugim imieniem Ryta.
Ryta, Rita imieniny obchodzi 22 maja i 20 lipca.

## Imię Ryta/Rita w innych językach[1]
- łacina – Rita,
- angielski – Rita,
- białoruski – Ryta,
- czeski – Rita,
- fiński – Riitta,
- francuski – Rita,
- hiszpański – Rita,
- niemieckl – Rita,
- rosyjski – Rita,
- słowacki – Rita,
- słoweński – Rita,
- włoski – Rita.

## Kobiety o imieniu Ryta/Rita
- Ryta z Cascii – święta katolicka
- Ryta od Jezusa – błogosławiona katolicka
- Rita Cosby – amerykańska dziennikarka telewizyjna, trzykrotna laureatka Nagrody Emmy
- Rita Coolidge – amerykańska piosenkarka
- Rita Gombrowicz – pisarka i teoretyk literatury francuskiej, wdowa (o pochodzeniu kanadyjskim) po Witoldzie Gombrowiczu
- Rita Gorr – belgijska śpiewaczka operowa (mezzosopran)
- Rita Grande – włoska tenisistka
- Rita Guerra – portugalska piosenkarka
- Rita Hayworth – amerykańska aktorka
- Rita Karin – amerykańska aktorka
- Rita Levi-Montalcini – włoska lekarka (embriolog i neurolog), laureatka Nagrody Nobla w dziedzinie medycyny (1986)
- Rita Mae Brown – amerykańska pisarka, poetka, scenarzystka, działaczka feministyczna oraz aktywistka lesbijska
- Rita Marley –  piosenkarka, wdowa po muzyku reggae Bobie Marleyu
- Rita Moreno –  piosenkarka, tancerka i aktorka, nagrodzona Oscarem za rolę drugoplanową w filmie West Side Story
- Rita Ora – brytyjska piosenkarka i aktorka
- Rita Pavone – włoska piosenkarka i aktorka
- Ryta Turawa – białoruska lekkoatletka
- Rita Tushingham – angielska aktorka
- Rita Wilson –  amerykańska aktorka i producentka filmowa, żona aktora Toma Hanksa.

Osoby fikcyjne o imieniu Ryta/Rita
- Rita Odraza – bohaterka serialu Power Rangers
- Rita Skeeter – dziennikarka, bohaterka serii Harry Potter
- Rita Zejzglicz-Wielgosz – bohaterka polskiego serialu sensacyjnego Oficer.